# Дом ветеранов кино
Дом ветеранов кино — некоммерческое учреждение в микрорайоне Матвеевское города Москвы (Нежинская улица, 5), которое одновременно является местом постоянного проживания ветеранов отечественного кино, домом творчества (пансионатом) для членов Союза кинематографистов России и гостинично-офисным центром.

## История создания
У истоков создания ДВК, учреждённого в 1975 году постановлением Совмина СССР, Исполкома Моссовета и Союза кинематографистов страны, стояли народные артисты СССР Николай Черкасов, Любовь Орлова и Григорий Александров.
Здание сооружено по проекту архитекторов Г. М. Жирмунской и Е. Н. Стамо, удостоенных вместе со строителями за эту работу Государственной премии РСФСР. На одной из стен внутреннего дворика большой мозаичный портрет С. М. Эйзенштейна работы Фернана Леже, выполненный из итальянской цветной керамики.
Жилой корпус имеет 75 жилых номеров (11 двухкомнатных и 64 однокомнатных). В настоящий момент здесь проживает около 25 ветеранов. Остальные номера используются как гостевые и частично сдаются в аренду. Штат ДВК составляет около 75 человек.

## Известные обитатели
В разное время здесь жили и работали  народные артисты СССР режиссёры Ю. Я. Райзман, С. И. Юткевич, актер Н. А. Крючков, заслуженный деятель искусств РСФСР, сценарист Е. И. Габрилович, поэт и переводчик Арсений Тарковский. ДВК становился творческой лабораторией для режиссёра В. Абдрашитова, сценариста А. Миндадзе и других кинематографистов.
Большую часть своей более чем сорокалетней жизни ДВК надёжно обеспечивался своим учредителем — Союзом кинематографистов России. Сегодня администрации ДВК, в дополнение к сократившимся субсидиям, приходится  искать источники самообеспечения. 
Многие творческие организации и отдельные деятели искусств сегодня по мере сил помогают Дому ветеранов кино.